# Schausia schultzei
Schausia schultzei là một loài bướm đêm trong họ Noctuidae.